# درگیری ایران و حزب حیات آزاد کردستان
درگیری ایران و حزب حیات آزاد کردستان (به کردی: شه‌ڕێ پارتیا ژیانا ئازادا کوردستانێ و کۆمارا ئیسلامیا ئیرانێ)، یا جنگ جمهوری اسلامی ایران و حزب حیات آزاد کردستان یک درگیری مسلحانه بین نیروهای مسلح جمهوری اسلامی ایران و یگان‌های شرق کردستان (YRK) و یگان‌های مدافع زن (HPJ) شاخه‌های مسلح حزب حیات آزاد کردستان (PJAK) است که از سال ۲۰۰۴ آغاز شده است. این درگیری‌ها با حملاتی در استان کردستان ایران و دیگر مناطق کردنشین، یا وابسته به حزب کارگران کردستان در ترکیه آغاز شد. پس از درگیری بزرگ در تابستان سال ۲۰۱۱، با ادعای پیروزی جمهوری اسلامی ایران و پایان دادن به حزب حیات آزاد کردستان به تمام عملیات مسلحانه از ۲۹ سپتامبر ۲۰۱۱ بین طرفین آتش‌بس شد. از آن زمان، چند حادثه خشونت بار، از جمله برخورد بانه در دسامبر ۲۰۱۱ و برخورد دیگری در آوریل ۲۰۱۲ رخ داده است. در سال ۲۰۱۳، درگیری تازه‌ای، از جمله درگیری‌ها در ماه مه ۲۰۱۳، نبرد اوت در منطقه مرزی سردشت و حوادث بیشتری در ماه اکتبر رخ داد.

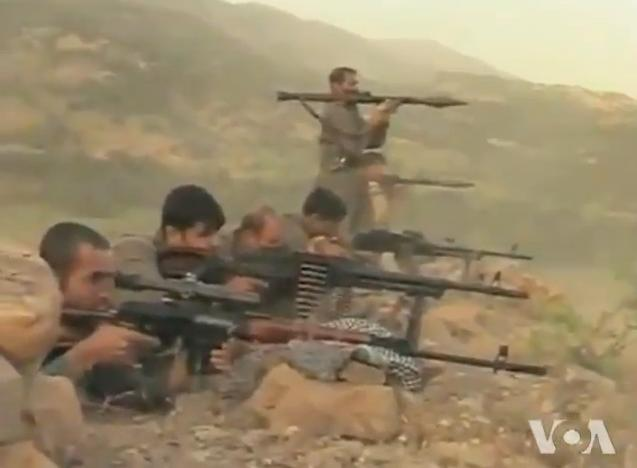
شبه نظامیان پژاک در سال ۲۰۱۲ (تصویر VOA)

رهبران حزب حیات آزاد کردستان می‌گویند هدف بلند مدت آن‌ها ایجاد یک منطقهٔ خودمختار بر اساس خودمدیریتی کنفدرال دموکراتیک در کردستان ایران است. به‌طور عمده برای جایگزینی حاکمیت دینی متمرکز ایران با یک دولت دموکراتیک و کنفدرال، که در آن خود حاکم آن هستند با همه اقلیت‌های قومی ایران، از جمله عرب‌های سنی، ترک‌ها، و کردها. برخی با این حال پژاک را به عنوان یک سازمان جدایی طلب می‌دانند که به دنبال یک متارکهٔ کامل مناطق کردنشین از ایران و اتحاد با مناطق مجاور کرد در عراق، ترکیه و سوریه است.
یک درگیری شدید هم در تاریخ ۱۸ آوریل ۲۰۱۶ صورت گرفت.

## حادثه سپتامبر ۲۰۰۶ سردشت
حادثه سپتامبر ۲۰۰۶ سردشت یا حمله مرزی ایران و عراق سپتامبر ۲۰۰۶ یک عملیات نظامی در مرز ایران و کردستان عراق بود که طی آن گفته می‌شود حداقل ۳۰ شبه نظامی کرد یگان‌های شرق کردستان (YRK) و یگان‌های مدافع زن (HPJ) شاخهٔ های مسلح حزب حیات آزاد کردستان (PJAK) توسط نیروهای امنیتی ایران کشته و ۴۰ نفر مجروح شدند.
به دنبال این درگیری، سخنگوی حزب حیات آزاد کردستان در داخل عراق آتش‌بس فوری و یک‌جانبه اعلام کرد. سخنگوی ارشد نظامی ایران، حمید احمدی، این خواسته را رد کرد و گفت: «آتش بس با یک گروه تروریستی مفهومی ندارد.»
این درگیری‌ها یک هفته پس از آن صورت گرفت که سپاه پاسداران اعلام کرد حمله نظامی جدیدی علیه حزب حیات آزاد کردستان را با هدف راندن آن‌ها از مواضع خود در ایران به اجرا خواهد گذاشت.